# Rama interventricular posterior de la arteria coronaria derecha
La rama interventricular posterior de la arteria coronaria derecha, también llamada arteria interventricular posterior, o arteria descendente posterior, es una rama terminal procedente de la arteria coronaria derecha que  corre por el surco interventricular posterior hacia el vértice del corazón e irriga una parte de la porción inferior de los ventrículos y el tercio posterior del tabique interventricular.

## Origen
Es típicamente una rama de la arteria coronaria derecha (conocido como dominio de la derecha). Alternativamente, la arteria puede ser una ramificación de la rama circunfleja de la arteria coronaria izquierda (conocido como dominio de la izquierda) que a su vez es una rama de la arteria coronaria izquierda. También puede ser suministrada por una anastomosis de la arteria coronaria izquierda y derecha (conocido como co-dominancia).